# Житняк пушистоцветковый
Житня́к пушистоцветко́вый (лат. Agropyron dasyanthum) — вид однодольных растений рода Житняк (Agropyron) семейства Злаки (Poaceae). Впервые описан немецким ботаником Карлом Фридрихом фон Ледебуром в 1820 году.

## Распространение и среда обитания
Эндемик Украины, известный с центральной и южной частей страны. Субпопуляции вида размещены изолированно друг от друга; общая площадь участков составляет лишь около 500 км².
Предпочитает песчаные участки по берегам рек, иные прибрежные места.

## Ботаническое описание
Гемикриптофит.
Многолетнее травянистое растение. Стебель длиной 40—75 см
Корневище удлинённое.
Листья ланцетной или линейной формы, скрученные, голые.
Соцветие — одиночная колосовидная кисть, двусторонняя, линейная. Колоски несут по пять — шесть цветков.
Плод — зерновка жёлтого цвета, продолговатая, верхняя часть мясистая.
Число хромосом 2n = 28.

## Значение
Используется как кормовое растение.

## Охранный статус
Информации о численности популяции и её изменении нет.
По данным Международного союза охраны природы вид считается вымирающим (статус «EN»). Среди угроз виду — малая площадь ареала, развитие инфраструктуры в черте городов Николаев и Мелитополь, где размещены изолированные участки произрастания житняка пушистоцветкового.
Занесён в Красную книгу Херсонской области Украины.

## Синонимы
Синонимичные названия:
- Agropyron cristatum subsp. dasyanthum (Ledeb.) Á.Löve
- Agropyron dasyanthum f. glabrum Pacz.
- Agropyron dasyanthum var. glabrum (Pacz.) Tzvelev
- Eremopyrum dasyanthum (Ledeb.) P.Candargy
- Triticum dasyanthum Ledeb. ex Spreng.